# Балкански фестивал на народни песни и игри
Балканският фестивал на народни песни и игри (на македонска литературна норма: Балкански фестивал на народни песни и игри), наричан също Балкански фолклорен фестивал, е ежегоден международен фолклорен фестивал, провеждан в началото на юли в Охрид.

## История
Основан през 1962 година, фестивалът представлява най-старата подобна проява на Балканите. Множество вокални и инструментални групи и солови изпълнители представят автентични традиции и култура чрез танци, песни, обичаи, народни носии и музикални инструменти.
Организатор на фестивала е Центърът за култура „Григор Прличев“ в Охрид. Традиционално изпълненията на фолклорните групи се показват на лятната сцена „Долни сарай“ („Долни Сарај“).
53-то издание на фестивала е от 6 до 11 юли 2014 година в Охрид; програмен координатор на фестивала е Славко Упевче. Покровител на фестивала е Събранието на Република Македония, а Министерството на културата осигурява финансовата подкрепа.
- Певческа група, 2009 г.
- Танцова група, 2009 г.